# Cục Khí tượng Nhật Bản
Cơ quan Khí tượng Nhật Bản (気象庁 (Khí Tượng thính) Kishō-chō), thường được viết-gọi tắt là JMA theo tên tiếng Anh là Japan Meteorological Agency, là một cơ quan trực thuộc Bộ Đất đai, Cơ sở hạ tầng, Giao thông vận tải và Du lịch Nhật Bản. Nhiệm vụ của Cục Khí tượng Nhật Bản là thu thập và cung cấp những thông tin có được nhờ việc quan trắc và nghiên cứu các hiện tượng tự nhiên thuộc các lĩnh vực như khí tượng, thủy văn, địa chấn học, núi lửa học và các ngành khoa học liên quan khác. Trụ sở chính của tổ chức này đặt tại Chiyoda, Tokyo.
Cục Khí tượng Nhật Bản là một trong số những Trung tâm Khí tượng Chuyên ngành Khu vực của Tổ chức Khí tượng Thế giới. Họ chịu trách nhiệm dự báo, đặt tên, và đưa ra những cảnh báo về xoáy thuận nhiệt đới hoạt động trên khu vực Tây Bắc Thái Bình Dương, bao gồm cả biển Celebes, biển Sulu, Biển Đông, biển Hoa Đông, Hoàng Hải, biển Nhật Bản và biển Okhotsk.

## Tổng quan
Bên cạnh nhiệm vụ thu thập báo cáo thông tin, dự báo về thời tiết tại Nhật Bản; Cục Khí tượng Nhật Bản còn theo dõi và cảnh báo một số loại thiên tai như động đất, sóng thần, núi lửa phun.
Cục Khí tượng Nhật Bản có sáu cơ quan hành chính địa phương (năm Trạm quan trắc Khí tượng Địa hạt (DMO) và Trạm quan trắc Khí tượng Okinawa), bốn Trạm quan trắc Hàng hải, năm cơ sở phụ, bốn Trung tâm Dịch vụ Thời tiết Hàng không và 47 Trạm quan trắc Khí tượng Địa phương (LMO). Việc thu thập dữ liệu được sự hỗ trợ từ các vệ tinh thời tiết như Himawari và các viện nghiên cứu khác.
Vào năm 1968, Tổ chức Khí tượng Thế giới (WMO) đã chỉ định JMA là Trung tâm Khí tượng Chuyên ngành Khu vực (RSMC) của vùng châu Á. Đến tháng 6 năm 1988, WMO tiếp tục chỉ định JMA là RSMC của khu vực Tây Bắc Thái Bình Dương - một việc làm trong chương trình xoáy thuận nhiệt đới của tổ chức này. Tháng 7 năm 1989, Trung tâm Bão Tây Bắc Thái Bình Dương (Typhoon Center) được thành lập để dự báo và phổ biến thông tin về xoáy thuận nhiệt đới, cũng như để chuẩn bị cho nhiệm vụ tóm lược, báo cáo về hoạt động của các cơn bão trên Tây Bắc Thái Bình Dương mỗi năm.

## Tranh cãi và chỉ trích

### Cảnh báo sóng thần quá muộn
Động đất mạnh 7,7 độ làm rung chuyển bờ biển Hokkaido và hòn đảo Okushiri của Nhật Bản kéo theo sóng thần. Trong vòng 5 phút, những con sóng lớn đã tấn công bờ biển Okushiri và Hokkaido.
Cục khí tượng Nhật Bản đưa ra cảnh báo nhưng quá muộn đối với người dân ở Okushiri. Sóng thần đã tràn vào nhiều vùng của khu vực này khiến hàng trăm người thiệt mạng.

### Cảnh báo động đất sai
Ngày 8 tháng 8, 2013, JMA đã đưa ra cảnh báo động đất khẩn cấp lúc 16:56 (JST) từ khu vực Kanto đến khu vực Kyushu. Tuy nhiên, không có khu vực nào quan sát thấy cường độ địa chấn từ 1 trở lên. Ngay lập tức, JMA đã phủ nhận cảnh báo trên, đồng thời cho biết cảnh báo động đất khẩn cấp trên là báo động giả và giải thích rằng là do tín hiệu điện của máy đo địa chấn đáy đại dương ngoài khơi tỉnh Mie gặp sự cố.